# Beleg van Futamata
Het Beleg van Futamata was een slag tijdens de Japanse Sengoku-periode. Het beleg vond plaats in 1572 en was de eerste zet van de campagne van Takeda Shingen tegen Tokugawa Ieyasu. Shingen liet het beleg in de handen van zijn zoon en opvolger Takeda Katsuyori.
Fort Futamata was op de rand van een klif gebouwd en keek uit over de river de Tenryu; Katsuyori merkte op dat de watervoorziening van het garnizoen geregeld werd via een complex systeem waarbij houten emmers de rivier in werden gegooid en weer omhoog gehaald. Hij stuurde onbemande vlotten de rivier op; dezen ramden de toren van de waterput en gooiden hem om. Zonder watervoorziening gaf het garnizoen van de Tokugawa zich spoedig over.
De Takeda zouden na Futamata optrekken naar het grotere fort van de Tokugawa te Hamamatsu. Hier zouden ze twee maanden later de slag bij Mikatagahara uitvechten.